# 江宁会馆
江宁会馆，位于江苏省淮安市淮安区河下中街，由南京商人建于清代；现存建筑座西朝东，面阔6间18米，进深7檩7米，硬山顶。
2003年3月公布为淮安市文物保护单位。